# Romuald Łoś
Romuald Łoś (ur. 23 października 1950 w Opolu, zm. 17 stycznia 2009) – polski żużlowiec i trener sportu żużlowego.
Romuald Łoś pochodził z Opola i tam zaczynał swoją przygodę z żużlem. Jako adept, jeszcze bez licencji, przeniósł się do Zielonej Góry i trafił pod skrzydła Stanisława Sochackiego. W latach 1967–1976 bronił barw Zgrzeblarek, a później Falubazu Zielona Góra. Po sezonie 1976 przeniósł się do Startu Gniezno i startował w nim do zakończenia kariery w 1980 roku. Zdobył dwa brązowe medale drużynowych mistrzostw Polski, w latach 1973 oraz 1980. W 1972 r. zakwalifikował się do rozegranego w Lesznie finału młodzieżowych indywidualnych mistrzostw Polski, zajmując XVI miejsce.
Jako trener pracował z zespołami z Gniezna, Rawicza, Opola, Wrocławia, Ostrowa, Rybnika oraz Gdańska. Jego wychowankami byli m.in. Jacek Gomólski, Tomasz Fajfer i Krzysztof Jabłoński.